# Oare trebuie să pierzi
"Oare trebuie să pierzi" este versiunea în limba Română a melodiei "If You Feel My Love", cântată de Blaxy Girls. A fost realizată la începutul lunii septembrie 2008, iar videoclipul a putut fi vizionat pentru prima oară în limba română pe MTV pe  data de 12 septembrie 2008.

## Videoclipul
Videoclipul este același precum cel de la melodia "If You Feel My Love". Fetele Blaxy privesc un show de skateboard și cântă melodia.

## Lista pieselor
1. "Oare Trebuie să Pierzi" (3:12)
2. "If You Feel My Love - Live" (3:18)
3. "If You Feel.../Oare Trebuie... Karaoke" (3:12)

## Recepție
"Oare trebuie să pierzi" nu a cunoscut același succes precum versiunea în limba engleză, nefind niciodată descărcată pe iTunes, și ajungând în top-urile Fresh Top 40, Romanian Top 100, U Tv Tops și B1 Tv Tops.

### Topuri
| Top (2009)         | Poziție maximă |
| ------------------ | -------------- |
| Romanian Top 100   | 3              |
| B1 TV Tops         | 1              |
| Fresh Top 40       | 1              |
| Bravo Top          | 6              |
| 1 Music Rock Chart | 7              |
| U Tops             | 1              |
| NTV Charts         | ?              |